# 국립박물관 (덴마크)
국립박물관(덴마크어: Nationalmuseet)은 덴마크 코펜하겐에 위치하는 덴마크의 국립박물관이다. 대대적인 개보수 후 1992년에 재개관된 초현대식 박물관으로, 크리스티안보르그 궁전 앞에 위치한다. 선사 시대부터 내려온 물품 및 바이킹족이 사용하던 유품들을 통해 덴마크의 생활상을 한눈에 볼 수 있다.

## 같이 보기
- 뢰뫼섬